# Colonia de Guadalupe
Colonia de Guadalupe es una localidad del estado mexicano de Michoacán. Es parte del municipio de Indaparapeo.

## Toponimia
El nombre «Guadalupe» hace referencia a la santa patrona de la localidad: Nuestra Señora de Gudalupe.

## Demografía
| Gráfica de evolución demográfica |
|                                  |

| Censo | Población |
| ----- | --------- |
| 1960  | 108       |
| 1970  | 298       |
| 1980  | 477       |
| 1990  | 736       |
| 2000  | 1004      |
| 2010  | 1153      |
| 2020  | 1395      |